# Fritz von Graevenitz

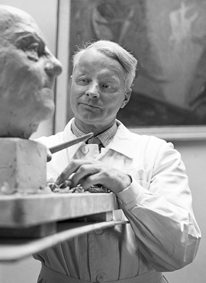
Fritz von Graevenitz (1956)

Fritz von Graevenitz (* 16. Mai 1892 in Stuttgart; † 6. Juni 1959 in Gerlingen) war ein deutscher Maler, Bildhauer und Hochschullehrer.

## Leben
Graevenitz war der Sohn des späteren württembergischen Generals der Infanterie und Militärbevollmächtigten in Berlin, Friedrich von Graevenitz (1861–1922) und dessen Ehefrau Marianne, geborene Klotz. Seine Schwester Marianne (1889–1983) war mit dem Offizier und Politiker Ernst von Weizsäcker (1882–1951) verheiratet, aus welcher Ehe unter anderem der Physiker und Philosoph Carl Friedrich von Weizsäcker (1912–2007) und der Politiker und spätere deutsche Bundespräsident Richard von Weizsäcker (1920–2015) stammten.
Von 1903 bis 1910 erhielt er eine militärische Erziehung in den Kadettenanstalten Potsdam und Berlin-Lichterfelde. Im Jahr 1911 kam er zum Grenadier-Regiment „Königin Olga“ in Stuttgart, das er 1918 als Hauptmann verließ. Während des Ersten Weltkriegs war er in verschiedenen Kampfgebieten in Frankreich, Serbien, Russland und Polen eingesetzt. Kurz nach Beginn des Krieges 1914 erlitt er eine schwere Verletzung am Kopf, die die Sehkraft seines rechten Auges fast komplett zerstörte. Im Krieg starben beide Brüder, Richard und Karl.
1919 begann Graevenitz, trotz des Widerstandes seines Vaters gegen den Künstlerberuf, ein Studium der Bildenden Kunst an der Akademie der Bildenden Künste in Stuttgart bei den Professoren Ludwig Habich und Alfred Lörcher, das er jedoch 1920 wieder aufgab, um am Gustav-Britsch-Institut für Bildende Kunst in Starnberg weiter zu studieren. 1921 begann er seine Arbeit als freischaffender Künstler auf der Solitude. Kurze Zeit darauf starben 1922 sein Vater und 1923 seine jüngere Schwester Elisabeth. Ihr Gesicht und ihren Charakter hat er in seinen Skulpturen häufig darzustellen versucht.
1926 heiratete er die Ärztin und Psychotherapeutin Jutta Baronesse Notthafft von Weißenstein, die aus München stammte. Aus dieser Ehe gingen vier Töchter hervor: Irmgard (1927–2022), die mit Robert Bosch jun. verheiratet war, Ulla (* 1930), Dorothea (* 1933), die mit Erik Hornung verheiratet war, und Mechthild (* 1935).
In der Zeit des Nationalsozialismus war von Graevenitz Mitglied der Reichskammer der bildenden Künste. Für diese Zeit ist seine Teilnahme an 14 Gruppenausstellungen sicher belegt. So war er 1937 und von 1940 bis 1943 auf der Großen Deutschen Kunstausstellung im Münchner Haus der Kunst mit insgesamt sieben Werken vertreten, darunter 1940 ein Porträtbüste von Wolf-Rüdiger Heß und 1942 von Robert Bosch. Die Wiener Ausstellung Junge Kunst im Deutschen Reich im Jahr 1943 zeigte fünf seiner Werke, darunter eine Porträtbüste von Christian Mergenthaler. 1935 porträtierte Graevenitz Adolf Hitler. Die Bronzebüste figurierte ein Jahr später in der von einer Großveranstaltung mit Joseph Goebbels begleiteten Stuttgarter NS-Schau „Schwäbisches Kulturschaffen der Gegenwart“. 1937 wurde Graevenitz als Lehrer für Bildhauerei an die Stuttgarter Akademie der Bildenden Künste berufen und ein Jahr darauf folgte seine Ernennung zum Direktor. In dieser Funktion ließ er damals systemkonform verlauten:
„Aufgabe der Kunsterziehung der Schulen und der Hochschulen ist es, wieder Wertmaßstab zu geben, eine neue künstlerische Gesinnung wachzurufen, die allmählich das in Generationen der Stillosigkeit entstandene Chaos zu überwinden vermag. So hat sich auch die Akademie der bild. Künste Stuttgart zur Aufgabe gemacht, der Wahrheit der Form zu dienen und damit ihren Teil zu leisten an der Erneuerung und Verjüngung des künstlerischen Geistes. Denn war in der vergangenen Zeit der einzelne Künstler isoliert und nur zu oft geneigt, sich in Experimenten zu verlieren, die für das Volksganze bedeutungslos blieben, so verlangen die Kulturaufgaben des dritten Reichs den Einbau aller künstlerischen Kräfte in die Volksgemeinschaft. In diesem Sinn will die Akademie wirken“.
1940 musste Graevenitz wegen der Verschlechterung seiner Sehkraft mehrere Monate in die Höchenschwander Augenklinik. Dort begann er zu malen, da ihm die Arbeit am Stein untersagt wurde. In der Endphase des Zweiten Weltkriegs nahm ihn Hitler im August 1944 in die Gottbegnadeten-Liste der wichtigsten bildenden Künstler auf, was ihn vor dem Kriegsdienst bewahrte. „Mit Ablauf des Monats Dezember“ 1945 wurde Graevenitz, wohl wissend dass er bei der bevorstehenden Neukonstituierung der seit 1944 infolge Kriegseinwirkung geschlossenen Anstalt nicht wiederverwendet werden würde, „auf seinen Antrag“ in den Ruhestand versetzt. Das betraf übrigens sämtliche Professoren der Akademie, ausgenommen vier hauptamtliche Lehrkräfte der ehemaligen Kunstgewerbeschule. Er arbeitete jedoch auf der Solitude künstlerisch weiter als Bildhauer und Maler. Sein letztes Werk, die Grenadier-Platte, vollendete er, mit seiner letzten Sehkraft, laut Gravur 1959. Diese wurde allerdings erst am 23. Juli 1961 feierlich im Zuge einer Regimentszusammenkunft an der ehemaligen Rotebühlkaserne eingeweiht.
Graevenitz hat im Zeitkontext mehrere Bücher über sein Werk veröffentlicht, beginnend 1933 mit seinen ursprünglich nur für sich und seine Familie gemachten Aufzeichnungen Bildhauerei in Sonne und Wind – Erfahrungen und Empfindungen bei der Ausführung der vier Evangelistensymbole am Turm der Tübinger Stiftskirche. Sein nach Beginn des Zweiten Weltkriegs publiziertes Buch Kunst und Soldatentum wurde 1946 in der Sowjetischen Besatzungszone auf die Liste der auszusondernden Literatur gesetzt. Trotzdem konnte er 1953 in der DDR an der Dritten Deutschen Kunstausstellung in Dresden teilnehmen.
Fritz von Graevenitz wurde 1957 Ehrenbürger Gerlingens. Er wurde auf dem Soldatenfriedhof der Solitude beigesetzt. Nach seinem Tode gründete im Jahr 1971 seine Ehefrau das Museum Fritz von Graevenitz. Die Stiftung Fritz von Graevenitz wurde am 29. April 2002 von den Erben des Künstlers gegründet.

## Werke (Auswahl)
Von Graevenitz schuf hauptsächlich Denkmäler, Ehrenmale, Brunnen, Porträts und Tierfiguren, von denen die meisten im öffentlichen Raum stehen:
- Inschrift und Gemeindewappen (1923, Gerlingen, Jahnhalle)[14]
- Löwe, Muschelkalk (1923, Stuttgart, Anlagen)
- Gefallenendenkmal (Malmsheim)[15]
- Obelisk mit Adler, Muschelkalk (1927, Stuttgart, Rotebühlbau)
- Delphine, Bronze (1929, Stuttgart-Untertürkheim, Inselbad)
- Kniende, Muschelkalk (1928, Stuttgart, Waldfriedhof)
- „Brezelbüble“, Travertin (1928, Oberesslingen, jetzt Index-Werke)
- „Erbsenbüble“, Travertin (1929, Stuttgart-Bad Cannstatt)
- Hirsch, Zementgussrelief (1929, Hirschlanden, Schulgebäude, später Rathaus)
- Vier Evangelistensymbole, Muschelkalk (1932/33, Tübingen, Stiftskirche)
- Mutter Heimat, Muschelkalk (1932–1954, Stuttgart, Waldfriedhof)
- Aufstehendes Pferd, Travertin (1934, Stuttgart, jetzt Robert-Bosch-Krankenhaus)
- Adolf Hitler, Bronze (1935)
- Handgranatenwerfer, Stuttgart, Eingang der Flandernkaserne (1936)[16]
- Steigendes Pferd, Muschelkalk (1936, Stuttgart, Höhenpark Killesberg)
- Schneckenburger-Denkmal (1937, Tuttlingen, Stadtgarten)
- Umgestaltung der Speyrer Kirche in Ditzingen zur Gedenkstätte für die Gefallenen des Ersten Weltkriegs (1937)
- Eisenbarth-Brunnen, Muschelkalk/Bronze (1937/38, Magdeburg)
- Reichsadler [6 Meter Spannweite], Bronze (1938, Königsberg i. Pr., Erich-Koch-Platz)
- Der Knabe mit der Rute, Bronze (1939, Rutesheim, Marktbrunnen)[17][18]
- Daimler-Denkmal, Bronze (1950, Schorndorf, Rathaus)
- Eugen Bolz, Bronze-Büste (1951, Stuttgart, Landtag)
- Gerlinger Löwe, Bronze (1953, Gerlingen, Schillerhöhe)[13][14]
- Falkenknabe, Bronze (1953)[19]
- Pferd, Muschelkalk (1956, Wiesbaden, Statistisches Bundesamt)[20]
- Gazelle, Bronze (1957, Gerlingen)[13][14]
- Rössle-Brunnen (1957, Gerlingen)[13][14]
- Engel des Gerichts, Muschelkalk (1957/58, Stuttgart, Stiftskirche)
- Grenadier-Platte, Relief (1959, Stuttgart, Rotebühlbau)[10]

1940 veröffentlichte von Graevenitz als Autor das Buch Kunst und Soldatentum, das den Krieg verherrlicht.

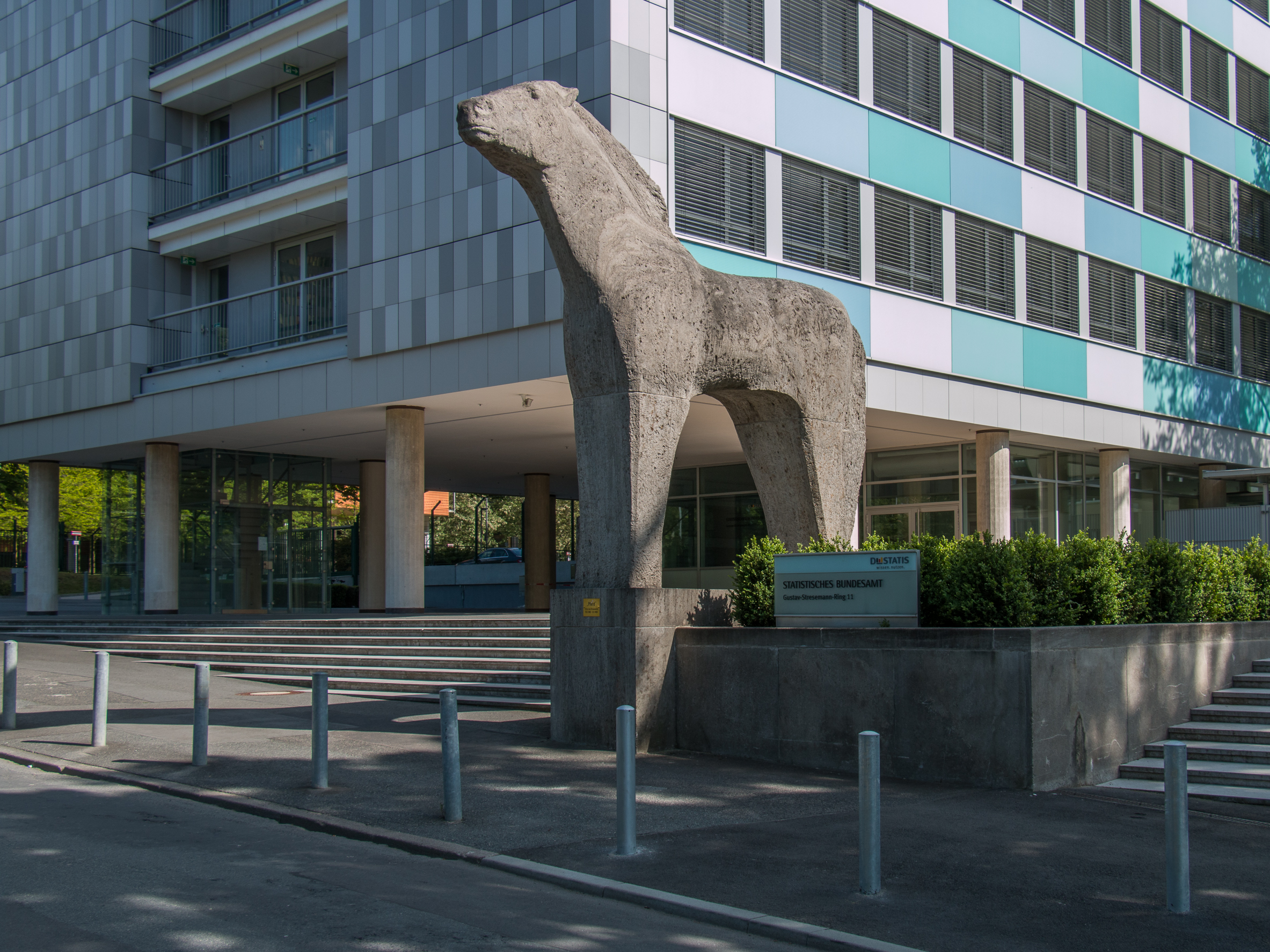
Pferdeskulptur vor dem Statistischen Bundesamt, Wiesbaden
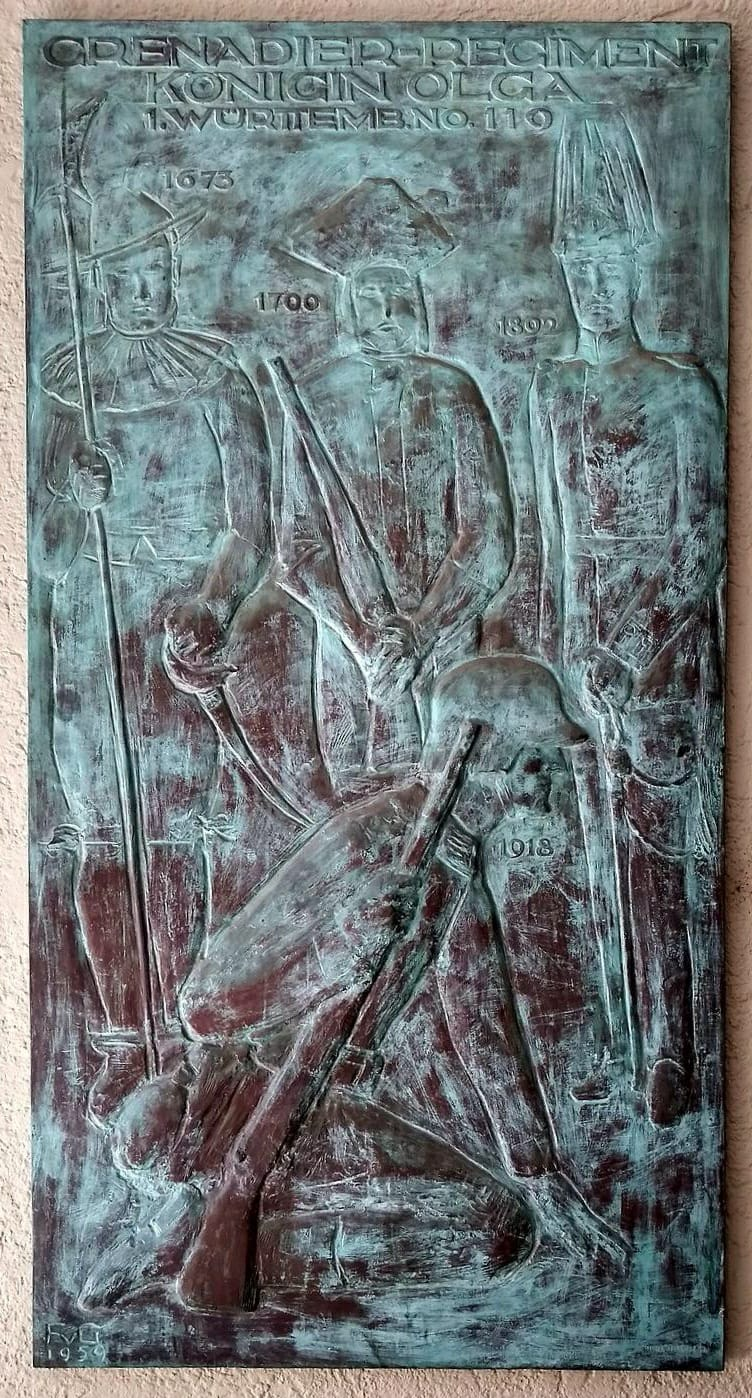
Grenadier-Platte am Rotebühlbau
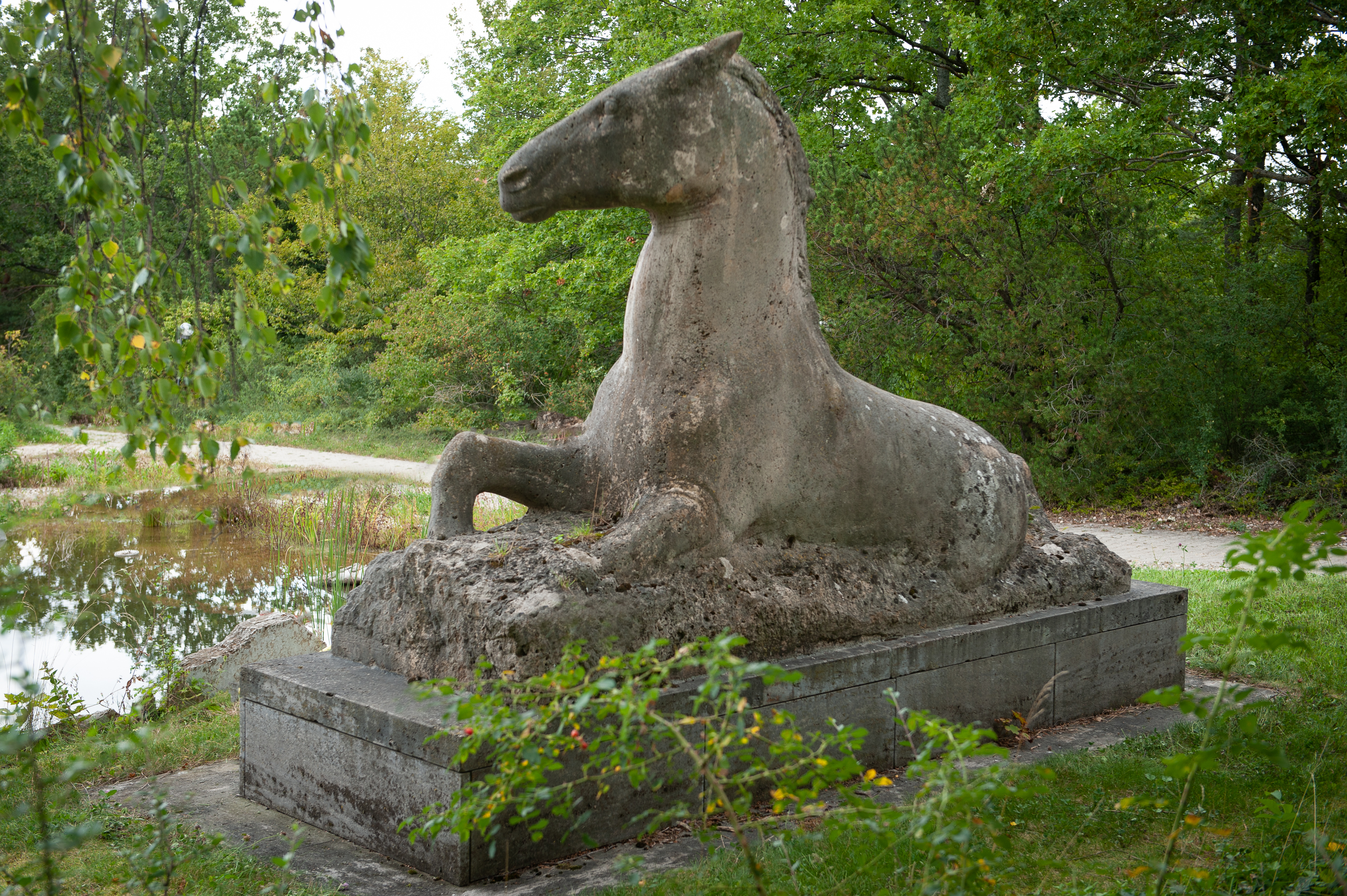
Aufstehendes Pferd
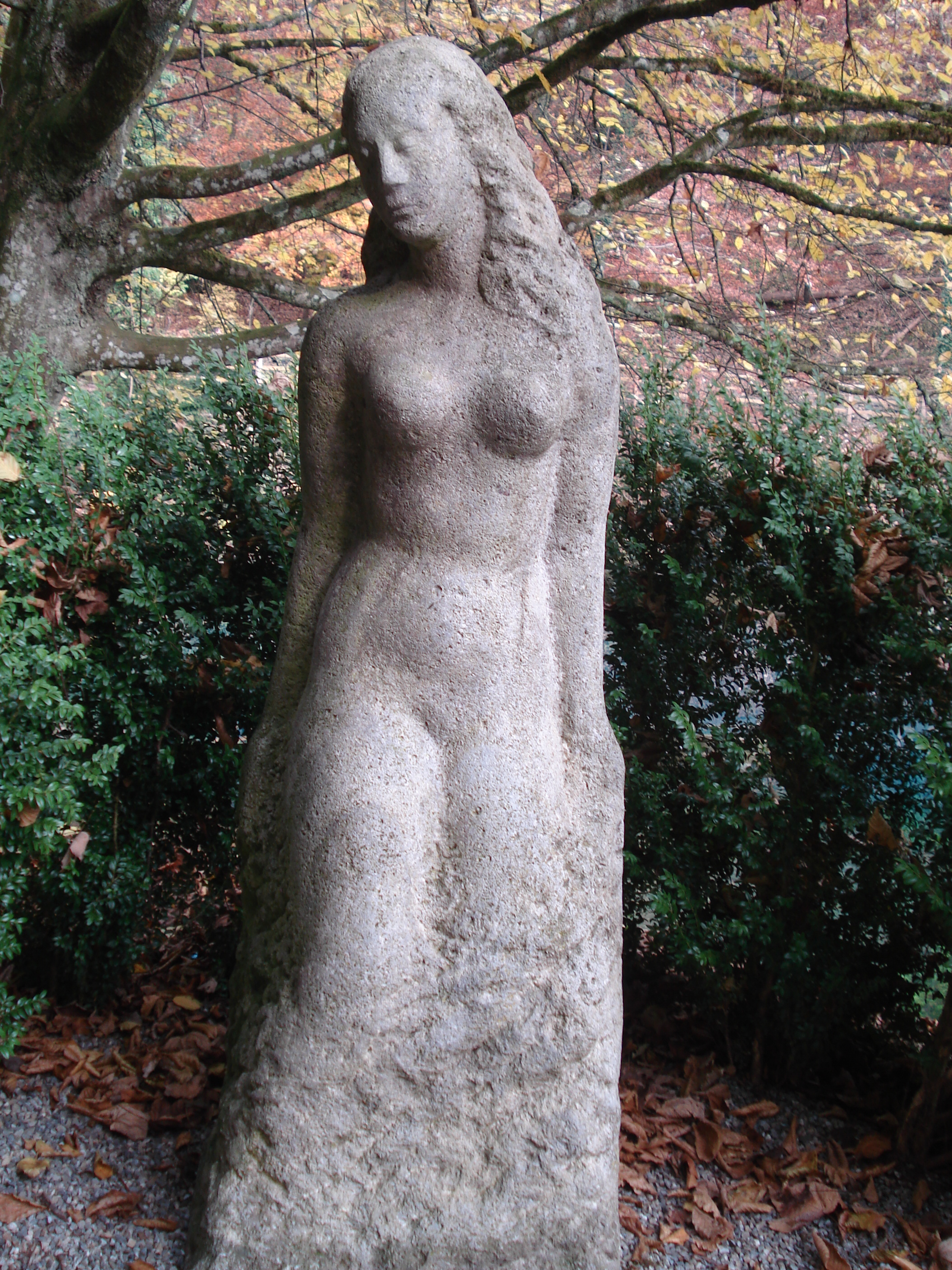
Schöne Lau am Blautopf von Blaubeuren